# Encinillas

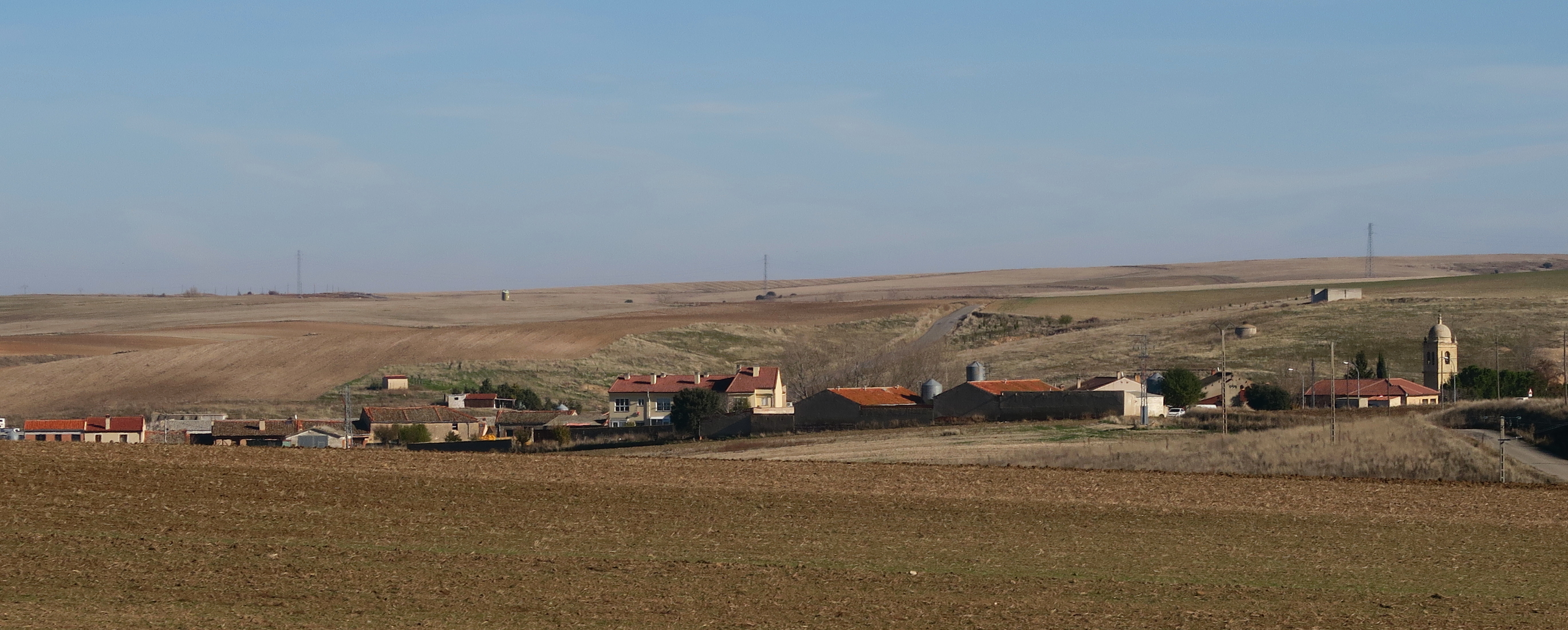
Encinillas, desde A-601

Encinillas es un municipio de España, en la provincia de Segovia en el territorio de la Campiña Segoviana, comunidad autónoma de Castilla y León. Tiene una superficie de 8,27 km².

## Geografía

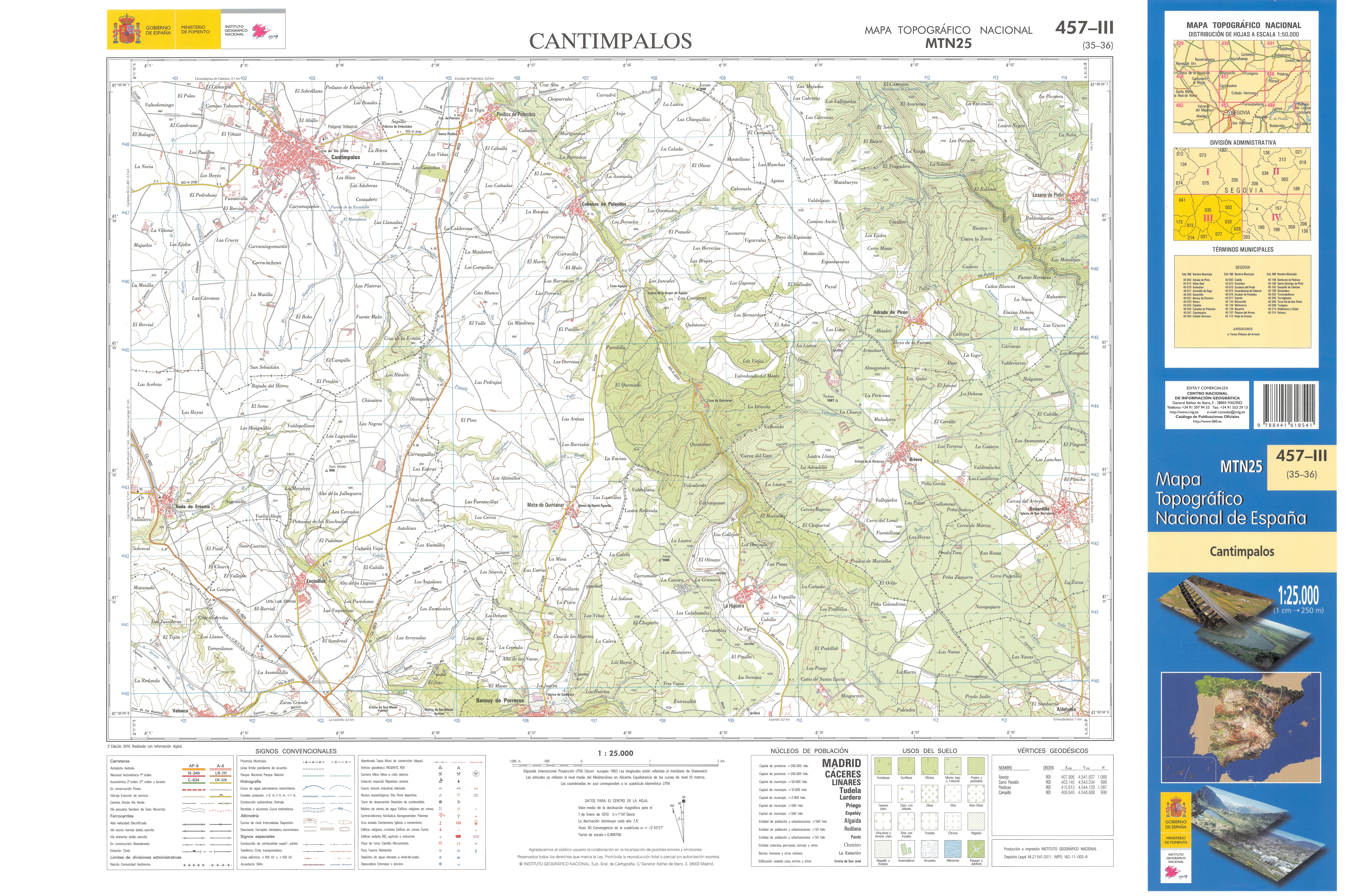
Fragmento de la hoja 457 del Mapa Topográfico Nacional de España de 2010 en el que se representa parte de Encinillas

| Noroeste: Roda de Eresma | Norte: Cantimpalos | Noreste: Cabañas de Polendos |
| Oeste: Roda de Eresma    |                    | Este: Cabañas de Polendos    |
| Suroeste: Valseca        | Sur: Valseca       | Sureste: Valseca             |

## Geografía humana

### Demografía
Cuenta con una población de 352 habitantes (INE 2024).
| Gráfica de evolución demográfica de Encinillas entre 1842 y 2021                                                      |
| |
| Población de derecho según los censos de población del INE. Población de hecho según los censos de población del INE. |

| 67            | 82 | 75 | 83 | 101 | 115 | 150 | 174 | 221 | 232 | 242 | 257 | 284 | 273 | 312 | 331 |
| (Fuente: INE) |    |    |    |     |     |     |     |     |     |     |     |     |     |     |     |

Su cercanía a la capital ha hecho que en los últimos años el crecimiento haya sido sostenido e importante, triplicándose la población (aún escasa) desde 2001

## Administración y política
| Periodo   | Nombre                          | Partido   |
| --------- | ------------------------------- | --------- |
| 1979-1983 | Miguel Ángel Hernangómez Martín | UCD       |
| 1983-1987 | Miguel Ángel Hernangómez Martín | AP-PDP-UL |
| 1987-1991 | Inés Gil Díaz                   | PDP       |
| 1991-1995 | Miguel Ángel Hernangómez Martín | PP        |
| 1995-1999 | Miguel Ángel Hernangómez Martín | PP        |
| 1999-2003 | Miguel Ángel Hernangómez Martín | PP        |
| 2003-2007 | Miguel Ángel Hernangómez Martín | PP        |
| 2007-2011 | Miguel Ángel Hernangómez Martín | PP        |
| 2011-2015 | Fernando Velasco Velasco        | PSOE      |
| 2015-2019 | Fernando Velasco Velasco        | PSOE      |
| 2019-2023 | Fernando Velasco Velasco        | PSOE      |
| 2023-act. | Fernando Velasco Velasco        | PSOE      |

## Autobuses

Plano Metropolitano Segovia donde aparecen las líneas a su paso por Encinillas

Encinillas forma parte de la red de transporte Metropolitano de Segovia que va recorriendo los distintos pueblos de la provincia.
| Línea | Trayecto                                                                                   |
| ----- | ------------------------------------------------------------------------------------------ |
| M2    | Encinillas - Segovia (por el Casino La Unión, Hontanares de Eresma, Los Huertos y Valseca) |

## Véase también

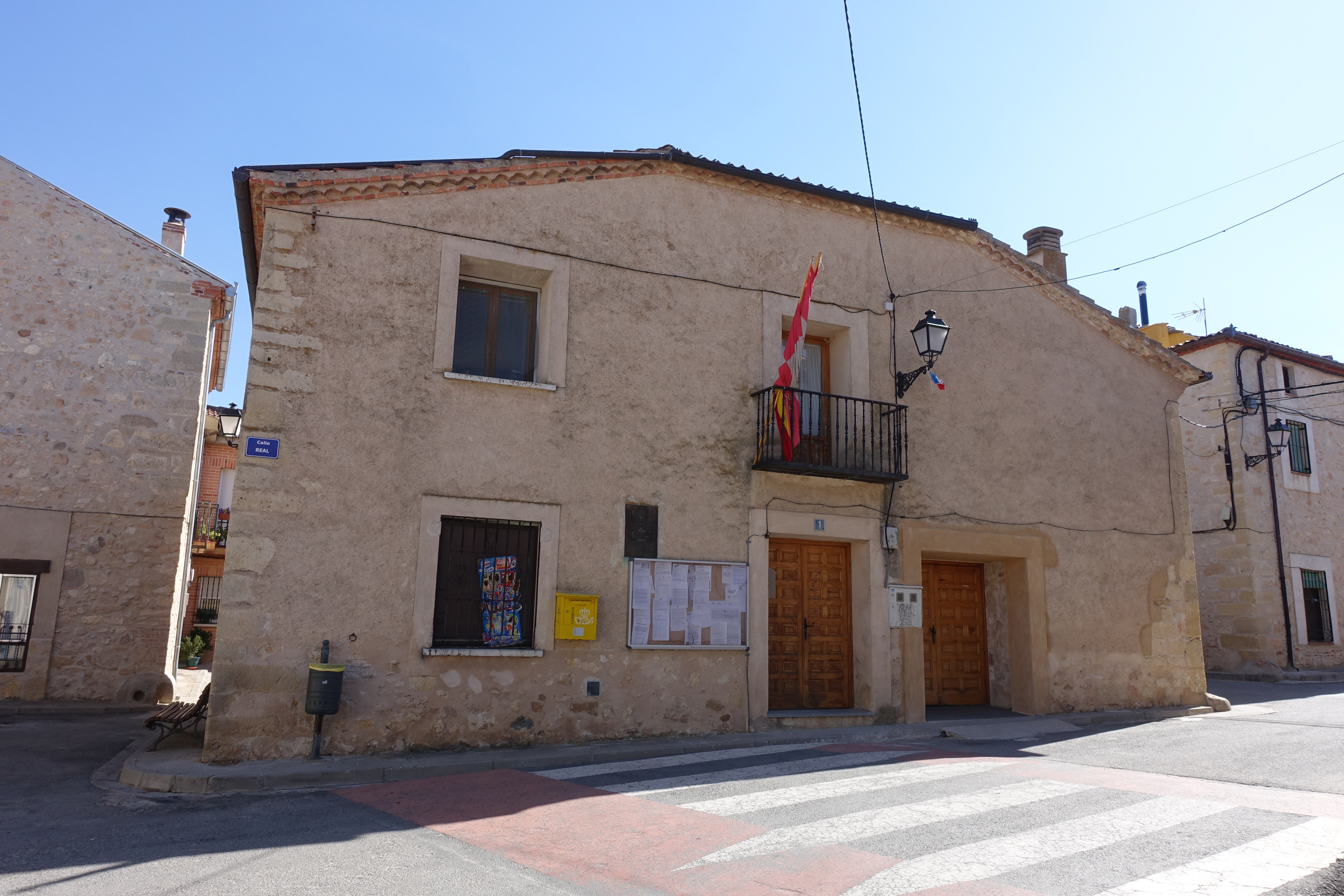
Casa consistorial

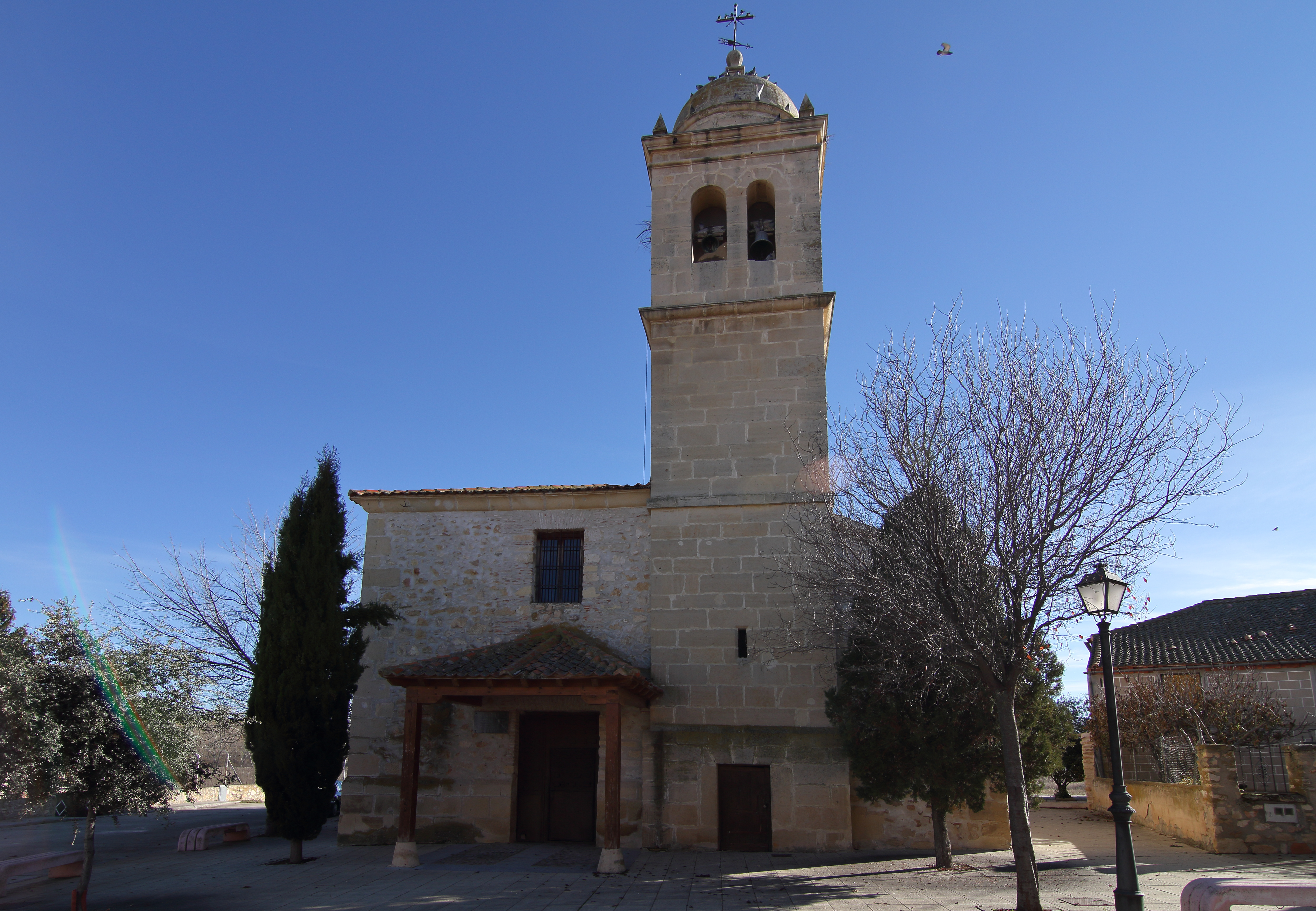
Iglesia de San Vicente Mártir